# پل راه‌آهن خیابان کینزی
پل راه‌آهن خیابان کینزی متعلق به راه‌آهن شیکاگو و نورث وسترن (همچنین به نام‌های پل خیابان کارول یا پل راه‌آهن شیکاگو و نورث وسترن شناخته می‌شود) یک پل بازشو تک‌لنگه است که از شاخه شمالی رود شیکاگو در مرکز شهر شیکاگو، ایلینوی عبور می‌کند. در زمان افتتاح آن در سال ۱۹۰۸، این پل طولانی‌ترین و سنگین‌ترین پل بازشو در جهان بود. پل‌های قبلی در همین مکان شامل یک پل عابر پیاده بودند که اولین پل روی رود شیکاگو بود؛ پل دوم که به عنوان اولین پل راه‌آهن شیکاگو خدمت می‌کرد؛ و پل سوم که یکی از اولین پل‌های تمام فولادی در ایالات متحده بود.
شیکاگو سان-تایمز، آخرین مشتری راه‌آهن در شرق پل، کارخانه چاپ خود را در سال ۲۰۰۰ از مرکز شهر شیکاگو خارج کرد و از آن زمان پل بدون استفاده مانده است. این پل در سال ۲۰۰۷ به عنوان نشانه شیکاگو تعیین شد. پل سالی یک بار پایین آورده می‌شود و توسط خدمه با یک کامیون های‌ریل بازرسی می‌شود و هنوز در وضعیت «فعال» قرار دارد.

## موقعیت

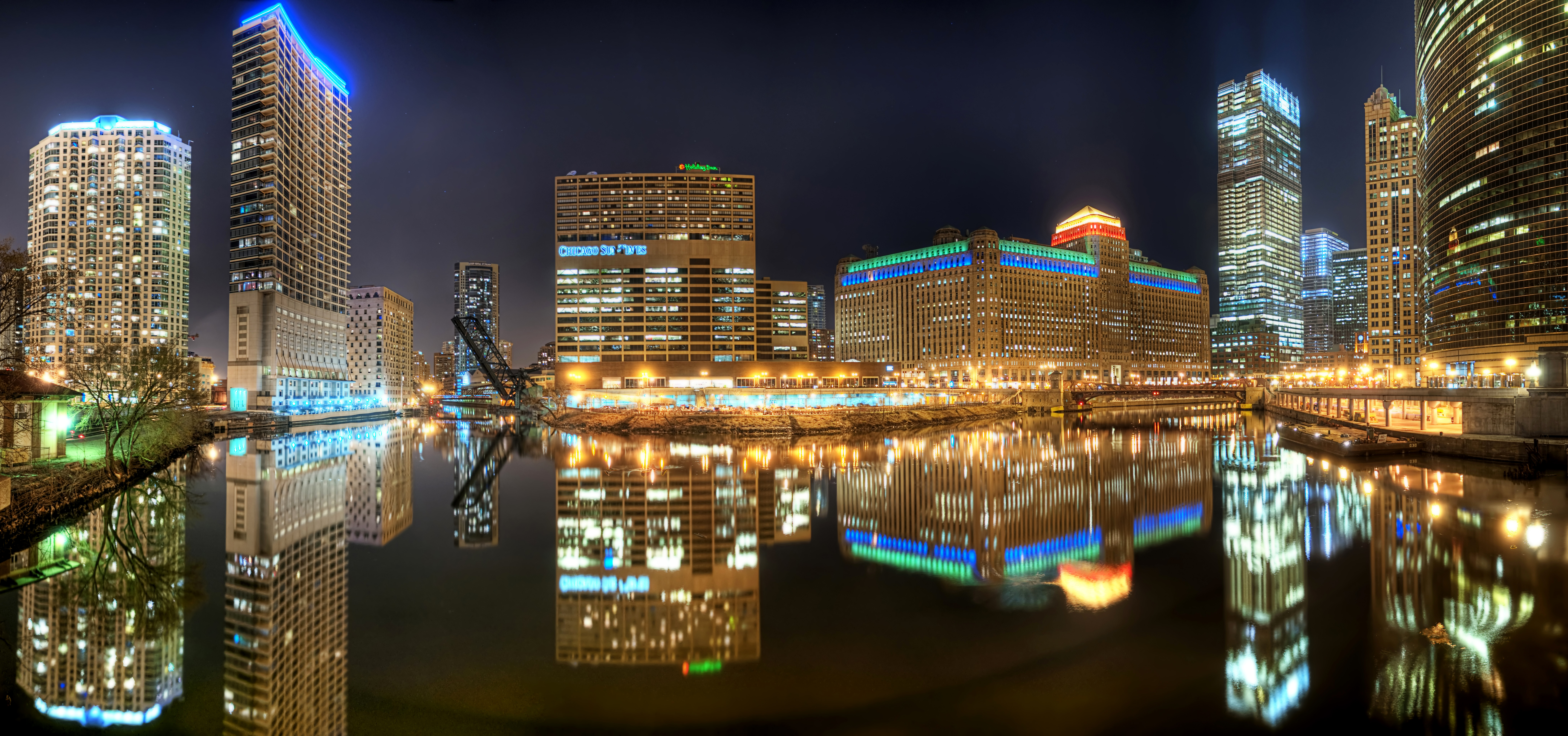
نمای شبانه به سمت شمال از پل خیابان لیک که ولف پوینت و پل راه‌آهن خیابان کینزی را نشان می‌دهد. در میان ساختمان‌ها و سازه‌های نشان داده شده (از چپ به راست) لفت بنک در کی استیشن (۳۰۰ کانال شمالی)، ۳۳۳ کانال شمالی، پل راه‌آهن خیابان کینزی، ۳۵۰ اورلئانز شمالی، مرچندایز مارت، ۳۰۰ لا سال شمالی، پل خیابان فرانکلین و بخشی از ۳۳۳ جاده واکر قرار دارند.

پل راه‌آهن خیابان کینزی در جهت شرق-غرب امتداد دارد و از شاخه شمالی رود شیکاگو بین مناطق جامعه نزدیک شمالی و نزدیک غربی شیکاگو عبور می‌کند. در جنوب آن منطقه تاریخی ولف پوینت در محل تلاقی شاخه اصلی رود شیکاگو با شاخه‌های شمالی و جنوبی قرار دارد و در شرق آن ۳۵۰ وست مارت سنتر و مرچندایز مارت واقع شده‌اند. خط راه‌آهن روی پل یک خط انشعابی از راه‌آهن یونیون پاسیفیک است، که از مسیر خط یونیون پاسیفیک/شمالی حدود ۱ مایل (۱٫۶ کیلومتر) در شمال غربی پل منشعب می‌شود. راه‌آهن در شرق پل از سال ۲۰۰۰ هیچ مشتری‌ای نداشته است.

## پل‌های قبلی

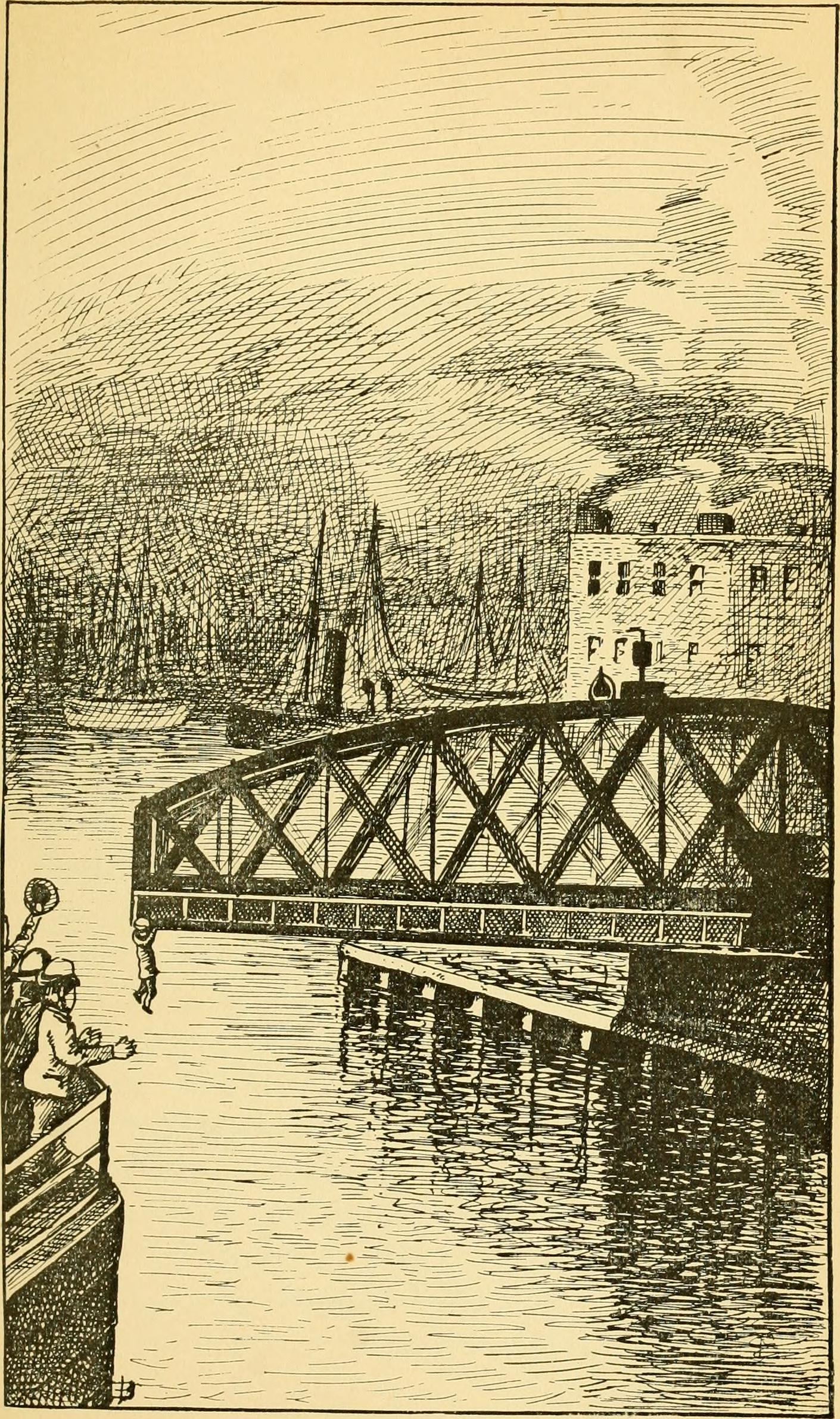
پل راه‌آهن در سال ۱۸۶۵.

در طول دهه ۱۸۲۰ یک سکونتگاه کوچک در اطراف ولف پوینت، در محل تلاقی رود شیکاگو رشد کرد. در ژوئن ۱۸۲۹، ساموئل میلر—که یک میخانه در ساحل شمالی رودخانه در کنار تلاقی داشت—و آرچیبالد کلیبورن مجوز راه‌اندازی یک قایق عبور از دهانه شاخه شمالی رودخانه، درست در جنوب خیابان کینزی فعلی را دریافت کردند. تا سال ۱۸۳۲ قایق با یک پل عابر پیاده جایگزین شد که اولین پلی بود که روی رود شیکاگو ساخته شد.

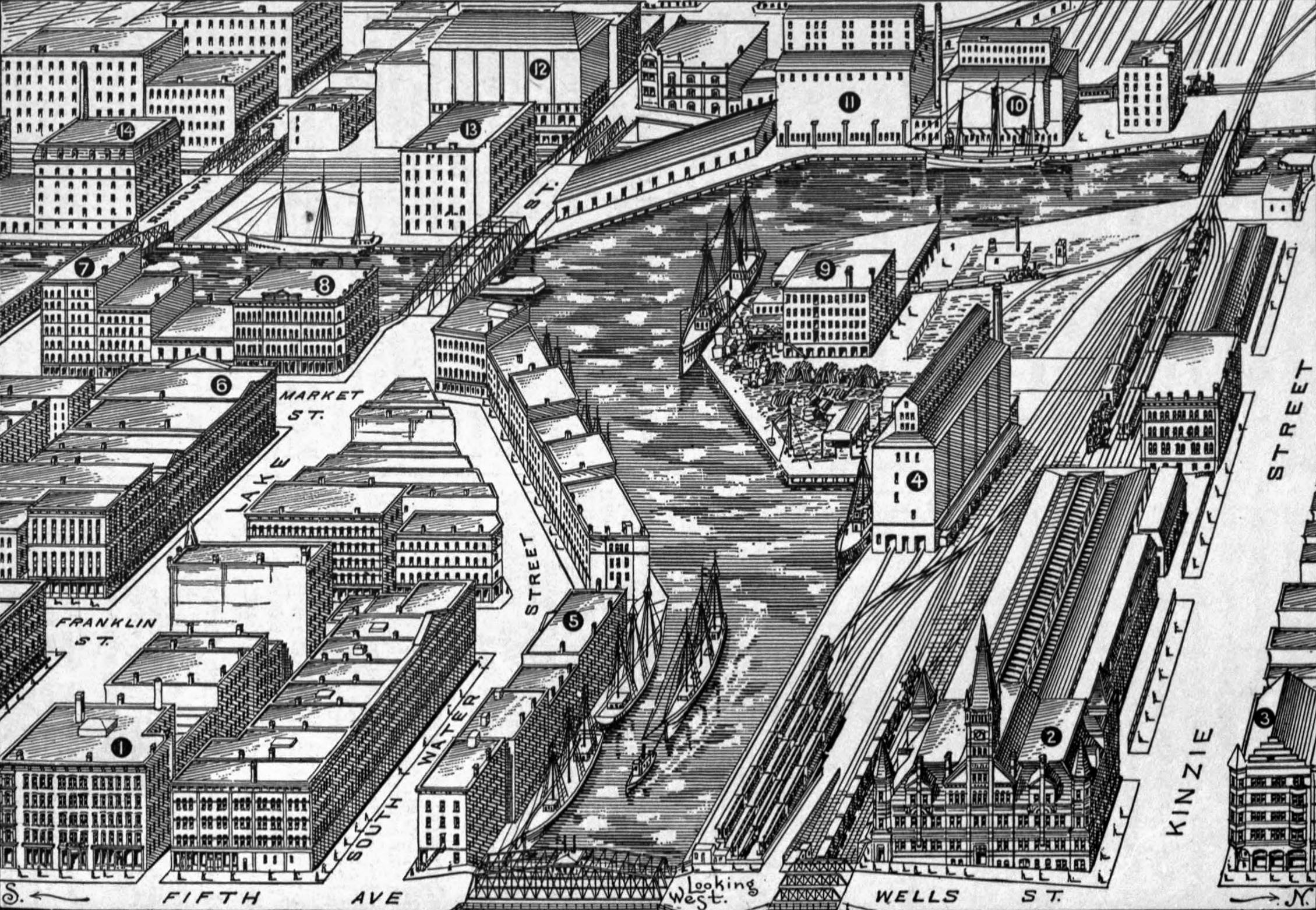
نمای هوایی از ولف پوینت از شرق که در سال ۱۸۹۳ به نظر می‌رسید. پل چرخشی ۱۸۷۹–۱۸۹۸ در سمت راست بالای طراحی قابل مشاهده است.

در ۱۰ اکتبر ۱۸۴۸ راه‌آهن گالنا و شیکاگو یونیون—اولین راه‌آهن شیکاگو—از یک ایستگاه در سمت غربی رود شیکاگو، نزدیک گوشه خیابان‌های کانال و کینزی شروع به کار کرد. اگرچه شهر شیکاگو از ۱۷ ژوئیه ۱۸۴۸ به راه‌آهن اجازه ساخت پل روی شاخه شمالی رودخانه را داده بود، اما تا سال ۱۸۵۱ راه‌آهن شروع به خرید زمین‌های مورد نیاز برای ساخت ایستگاه خیابان ولز در شرق رودخانه نکرد. برای دسترسی به ایستگاه جدید، یک پل شناور طراحی شده توسط جنکس دی. پرکینز روی شاخه شمالی در تقریباً همان مکان پل عابر پیاده قبلی ساخته شد. این پل—اولین پل راه‌آهن شیکاگو—در سال ۱۸۵۲ تکمیل شد، که به قطارها اجازه می‌داد به ایستگاه جدید خیابان ولز و سپس به صنایع در ساحل شمالی رود شیکاگو تا اسلیپ اوگدن و Navy Pier دسترسی داشته باشند.
پل راه‌آهن اصلی در سال ۱۸۷۹ با یک پل چرخشی جایگزین شد که همراه با پل راه‌آهن گلاسگو روی رودخانه میزوری، یکی از اولین پل‌های راه‌آهن تمام فولادی در ایالات متحده بود. این پل از فولاد بسمر ساخته شده بود که بسیار شکننده بود و بنابراین پل دوباره در سال ۱۸۹۸ جایگزین شد. پل جایگزین روی زمین ساخته شد و به موقعیت خود شناور شد، که اجازه می‌داد ساختار قدیمی برداشته شود و ساختار جدید در ۲۷½ ساعت در ۱۳ و ۱۴ مارس ۱۸۹۸ جایگزین شود.

## پل بالارونده

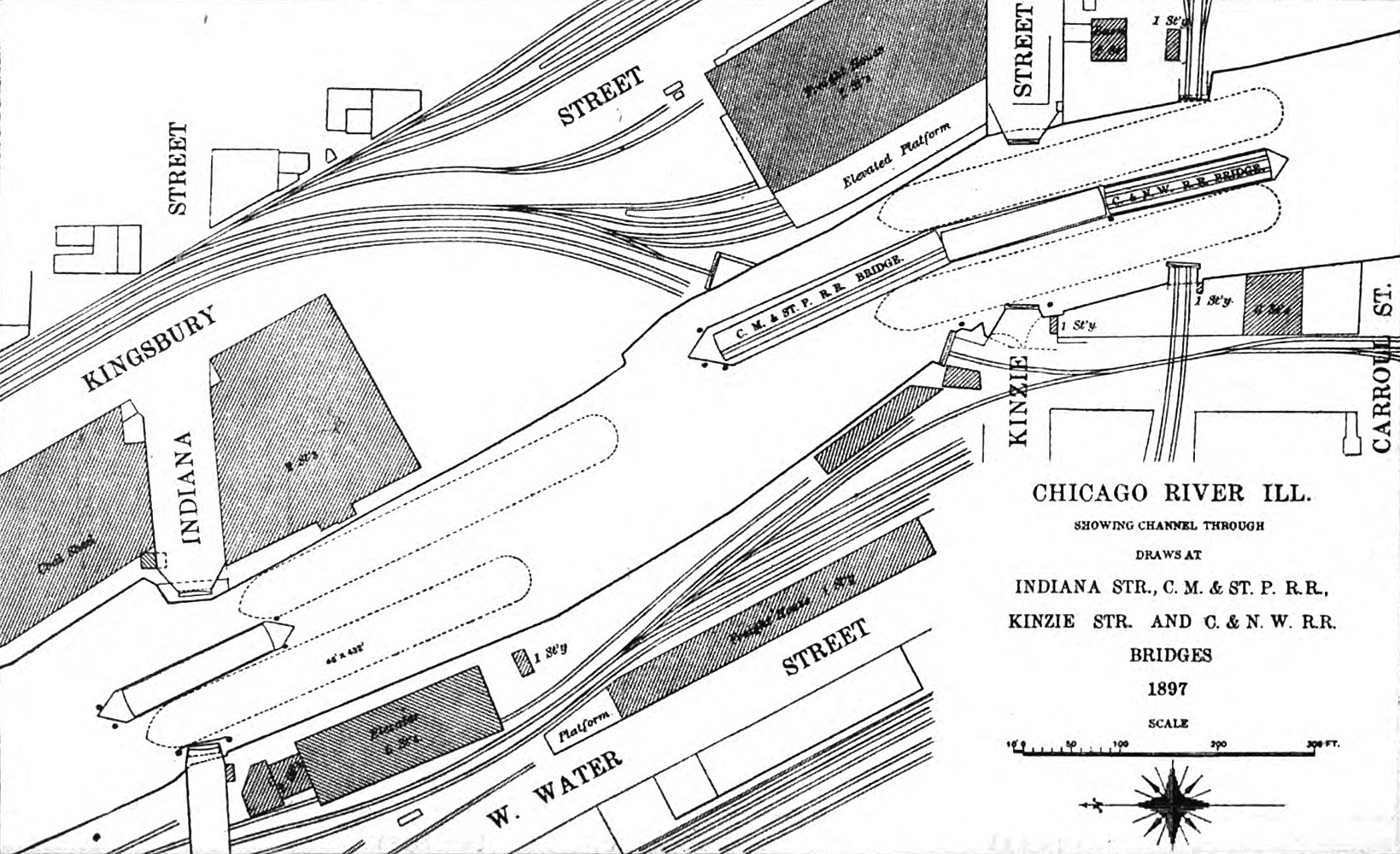
طرح سال ۱۸۹۷ از شاخه شمالی رود شیکاگو که نزدیکی سه پل در خیابان کینزی و مانعی که آن‌ها در رودخانه ایجاد کرده‌اند را نشان می‌دهد

ترافیک رودخانه و ترافیک راه‌آهن به طور فزاینده‌ای در رقابت با یکدیگر بودند. در اکتبر ۱۸۷۹ یک فاجعه به سختی جلوگیری شد زمانی که یک قطار مسافری هفت‌واگنه با ۸۰۰ نفر مسافر با سرعت زیاد به پل چرخشی باز نزدیک شد و به سختی توانست به موقع توقف کند، به طوری که چرخ‌های جلوی آن از جاده دسترسی به رودخانه آویزان شد. در همین حال، قایق‌ها در رودخانه بزرگ‌تر می‌شدند و عبور از پل‌ها در دهانه شاخه شمالی را دشوارتر می‌یافتند، بنابراین سپاه مهندسان ارتش دستور داد سه پل چرخشی نزدیک خیابان کینزی که مانع ترافیک رودخانه بودند، پاک‌سازی شوند. بنابراین، در سال ۱۹۰۷ ساخت یک پل بالارونده جدید آغاز شد که فضای بیشتری برای عبور قایق‌ها از رودخانه فراهم می‌کرد.

### طراحی و ساخت

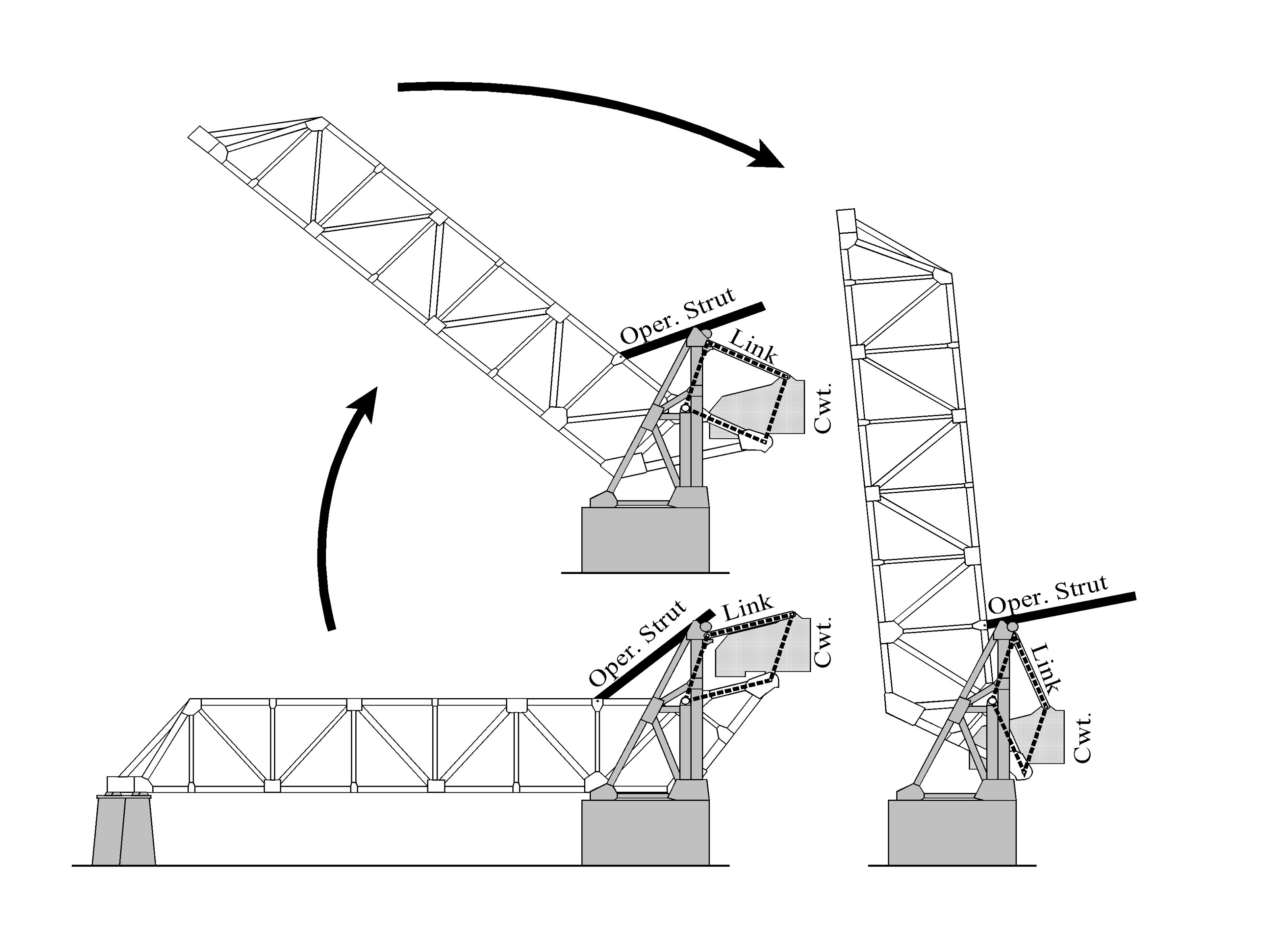
طرح‌واره پل راه‌آهن خیابان کینزی

این پل برای حمل دو خط راه‌آهن در عرض رودخانه طراحی شده است. سازه فوقانی آن شامل دو دهانه است که توسط شرکت پل‌سازی بتن و بالارونده استراوس ساخته شده‌اند: یک دهانه تیرورق‌ای به طول ۲۶-فوت (۷٫۹-متر) در ساحل غربی رودخانه و دهانه اصلی متحرک به طول ۱۷۰-فوت (۵۲-متر) که بر روی پایه محور شرقی قرار دارد. اندازه و وزن دهانه اصلی، که پس از تکمیل طولانی‌ترین و سنگین‌ترین دهانه بالارونده جهان می‌شد، نیاز داشت که پایه محور بر روی فوندانسیون‌هایی ساخته شود که تا بستر سنگی ۹۴ فوت (۲۹ متر) زیر بستر رودخانه امتداد یابد. برای دستیابی به این هدف، سیسون‌ها تا عمق ۲۹ فوت (۸٫۸ متر) زیر بستر رودخانه پایین برده شدند و سپس چاه‌هایی به قطر ۱۰-فوت (۳٫۰-متر) برای باقی‌مانده ۶۵ فوت (۲۰ متر) حفر شدند. سازه زیرین پل توسط شرکت لایروبی و اسکله دریاچه‌های بزرگ ساخته شد.

### استفاده
راه‌آهن شیکاگو و نورث وسترن در ابتدا برنامه‌ریزی کرده بود که دو پل کنار هم ساخته شوند که بتوانند چهار خط راه‌آهن را به ایستگاه خیابان ولز منتقل کنند. با این حال، تا زمانی که اولین پل در ۱۹ سپتامبر ۱۹۰۸ افتتاح شد، یک طرح جایگزین در حال انجام بود که منجر به تعطیلی ایستگاه خیابان ولز و جایگزینی آن با یک ترمینال جدید در ساحل غربی رودخانه شد. هنگامی که ترمینال جدید شیکاگو و نورث وسترن در ۵۰۰ خیابان مدیسون (اکنون مرکز حمل و نقل اوگیلوی) در سال ۱۹۱۱ افتتاح شد، پل راه‌آهن خیابان کینزی تنها برای حمل بار استفاده می‌شد. در سال ۱۹۳۰ مرکز تجاری مرچندایز مارت در محل ایستگاه قدیمی خیابان ولز افتتاح شد. مرچندایز مارت بر روی حقوق هوایی راه‌آهن شیکاگو و نورث وسترن ساخته شد و در بهار ۱۹۳۲ راه‌آهن یک انبار بار جدید در زیر ساختمان افتتاح کرد که طراحی شده بود تا روزانه ۱٬۰۰۰ تن کوچک (۹۱۰٬۰۰۰ کیلوگرم) بار خروجی و ۶۰۰ تن کوچک (۵۴۰٬۰۰۰ کیلوگرم) بار ورودی را مدیریت کند.

### رهاسازی
در نیمه دوم قرن بیستم تعداد شرکت‌هایی که از راه‌آهن برای حمل و نقل در نزدیکی شمال شیکاگو استفاده می‌کردند به شدت کاهش یافت. در دهه ۱۹۷۰ مشتریان در انتهای شرقی خط شامل کارخانه آب‌نبات کورتیس و تصفیه‌خانه آب جاردین بودند. ساخت پل خیابان کلمبوس در سال ۱۹۸۲ بخشی از حق‌الطریق را از بین برد و خط انشعابی به اسکله نیروی دریایی رها شد. خدمات به برج تریبون نیز در دهه ۱۹۸۰ پایان یافت، و تا دهه ۱۹۹۰ ترافیک در بخش باقی‌مانده خط انشعابی تنها به یک مشتری، شیکاگو سان-تایمز، با تنها یک قطار در روز خدمت می‌کرد. این روزنامه کارخانه چاپ خود را در اوایل سال ۲۰۰۱ از مرکز شهر شیکاگو خارج کرد و هیچ ترافیکی از روی پل عبور نکرد و از آن زمان به بعد پل به طور دائمی در حالت باز قرار گرفته است. در ۱۲ دسامبر ۲۰۰۷ این پل به عنوان یکی از ۱۲ پل راه‌آهن تاریخی شیکاگو به عنوان نشانه‌های شیکاگو تعیین شد.

### پیشنهادها برای استفاده مجدد
در سال ۱۹۵۳ آزمایش‌هایی انجام شد تا بررسی شود که آیا خط انشعابی می‌تواند به عنوان بخشی از یک خط مسافربری با توقف‌هایی در مرچندایز مارت، خیابان استیت و خیابان میشیگان استفاده شود، اما این طرح در سال ۱۹۵۴ به دلایل مالی کنار گذاشته شد. در دهه ۱۹۷۰ معمار هری ویس پیشنهاد داد که یک خط ریلی سبک در امتداد خط انشعابی ساخته شود تا ایستگاه‌های مرکز شهر شیکاگو را با محله‌های شمال رودخانه متصل کند. در سال ۲۰۰۸ اداره حمل و نقل شهر شیکاگو یک تحلیل جایگزین را سفارش داد تا پیشنهادی برای ایجاد یک پیوند ترانزیتی از ایستگاه یونیون و مرکز حمل و نقل اوگیلوی به خیابان میشیگان با استفاده از تونل قطار یونیون پاسیفیک که زیر مرکز پوشاک، مرچندایز مارت و سایر ساختمان‌ها به سمت خیابان میشیگان شمالی امتداد دارد، بررسی شود. پیشنهاد راه‌ترانزیتی خیابان کارول شامل بازسازی پل راه‌آهن خیابان کینزی برای حمل اتوبوس‌ها یا ترامواها بود.